# Rundfunkfinanzierungsstaatsvertrag
Der Rundfunkfinanzierungsstaatsvertrag (RFinStV) ist ein Staatsvertrag, der zwischen den deutschen Bundesländern geschlossen wurde. Er regelt die Beitragshöhe (§ 8) und die Verteilung der Mittel (§§ 9 und 10) aus der Rundfunkabgabe auf Grundlage der Empfehlungen der dazu am 20. Februar 1975 eingesetzten unabhängigen Kommission zur Ermittlung des Finanzbedarfs der Rundfunkanstalten (KEF) im Rahmen des Rundfunkbeitragsstaatsvertrags (RBeitrStV).

## Beitragsfestlegung
Im Rundfunkfinanzierungsstaatsvertrag, der am 1. Juni 2009 in Kraft trat, ist in § 8 der monatliche Rundfunkbeitrag festgesetzt. Dieser beträgt derzeit 18,36 Euro. Die erwirtschafteten Mittel werden nach § 9 verteilt. Danach stehen vom Aufkommen des Rundfunkbeitrags den in der ARD zusammengeschlossenen Landesrundfunkanstalten 72,0454 %, dem ZDF 25,1813 % und der Körperschaft Deutschlandradio 2,7733 % zu. § 9.2 regelt die Finanzierung des deutschen Anteils des Europäischen Fernsehkulturkanals ARTE. Ebenso regelt der Vertrag in § 10 den Anteil der Landesmedienanstalten am Rundfunkbeitrag (1,8989 %). Diese Mittel verwaltet die Konferenz der Direktoren der Landesmedienanstalten (KDLM). Die KDLM hat unter anderem den Auftrag, über die Kommission zur Ermittlung der Konzentration im Medienbereich (KEK) die Meinungsvielfalt im Fernsehen zu erhalten.

## Erster Medienänderungsstaatsvertrag
Im Zuge der Neuregelung bzw. Erhöhung der Rundfunkabgabe im Jahre 2020 verabschiedete die Ministerpräsidentenkonferenz der Bundesländer eine Aktualisierung des Rundfunkfinanzierungsstaatsvertrags durch den „Staatsvertrag zur Änderung medienrechtlicher Staatsverträge“, abgekürzt „Erster Medienänderungsstaatsvertrag“, in dem die Rundfunkabgabe von monatlich 17,50 Euro auf 18,36 Euro erhöht wird. Der zunächst nur von der Ministerpräsidentenkonferenz verabschiedete Medienänderungsstaatsvertrag und die in dem Vertrag festgelegte Rundfunkabgabe bedürfen der Zustimmung aller 16 Länderparlamente, um geltendes Recht zu werden. Stimmt ein Land nicht zu oder enthält sich der Stimme, tritt der Vertrag und auch die darin festgelegte Erhöhung der Rundfunkabgabe nicht in Kraft. Zuletzt geschah dies im Dezember 2020 in Sachsen-Anhalt, wo Ministerpräsident Reiner Haseloff die Beschlussvorlage zur Abstimmung des Magdeburger Landtags über den „Ersten Medienänderungsstaatsvertrag“ zurückzog und dadurch die einstimmig von allen 16 Landtagen erforderliche Abstimmung bzw. Zustimmung zur Erhöhung des Rundfunkbeitrags nach dem 1. Januar 2021 nicht zustande kam. Die von einer Blockade des Beschlusses zur Erhöhung des Rundfunkbeitrags betroffenen Sender haben die Möglichkeit, den von der Kommission zur Ermittlung des Finanzbedarfs der Rundfunkanstalten/KEF ermittelten und empfohlenen Beitrag beim Bundesverfassungsgericht einzuklagen. Geschehen ist das schon einmal, als Bayern, Sachsen und Nordrhein-Westfalen die von der KEF für 2005 empfohlene Erhöhung des Rundfunkbeitrags ablehnten. Das Bundesverfassungsgericht entschied damals zugunsten der Rundfunksender und begründete dies mit der Sicherung des Informationszugangs und der Angemessenheit der Belastung für die Bürger.